# Tupolev Tu-74
Le Tupolev Tu-74 était un avion proposé en 1947 par le bureau d'études Tupolev.

## Historique
La famille d’avions Tupolev Tu-74 est souvent décrite comme le lien entre l’ère du moteur à pistons et celle des avions à réaction. Le plan proposait de produire 72 avions, mais le modèle a perdu la compétition face à un avion similaire : l’Iliouchine Il-28. 
L’avion projeté aurait eu une envergure de 22,36 m, une longueur de 16,35 mètres, une hauteur de 4,9 mètres, une surface alaire de 60,2 mètres carrés, une masse en vol normale de 13,5 tonnes, une masse en vol maximale de 15,1 tonnes, une masse à vide de 10,14 tonnes, une vitesse maximale de 620 km/h en vol horizontal à une altitude de 12 200 mètres, un temps de montée à 10 000 mètres de 21,4 minutes, un plafond pratique de 13 200 mètres et une autonomie de 3 200 kilomètres. Il aurait été équipé d’un moteur M-93 ou d’un moteur DB-84TK. L’avion était armé de trois canons Nudelman-Rikhter NR-23, l’un tirant vers l’avant avec une dotation de 100 obus et les autre dans deux emplacements séparés avec une dotation de 200 obus pour la défense du secteur arrière. Le Tupolev Tu-74 est également connu sous le nom de Tu-73R car il s’agit d’une variante très similaire au Tupolev Tu-73, une conception précédente.